# Bugatti Tipo 22 e Tipo 23
Le Bugatti Tipo 22 e Tipo 23 sono due autovetture di fascia medio-alta prodotte dal 1914 al 1926 dalla Casa automobilistica francese Bugatti.

## Profilo e storia

### Caratteristiche
Nel 1913, la Bugatti affiancò ai modelli Tipo 15 e Tipo 17 i nuovi modelli Tipo 22 e Tipo 23. Con i due modelli già in listino vennero condivisi per intero i telai a longheroni e traverse in acciaio e le rispettive lunghezze degli interassi (2,4 e 2,55 metri). La principale novità meccanica introdotta dai nuovi modelli stava proprio nella meccanica telaistica, dove il retrotreno divenne a quarto di balestra anziché a balestra semiellittica. Per il resto, le differenze fra Tipo 15 e Tipo 22, così come fra Tipo 17 e Tipo 23 si limitarono a pochissimi dettagli. Le primissime Tipo 22 e Tipo 23 condividevano con gli altri modelli contemporanei, Tipo 13 compresa, il motore da 1327 cm3 con distribuzione monoalbero in testa a due valvole per cilindro. La potenza massima era di 15 CV.
Nonostante le dimensioni più generose, le Tipo 22 e 23 mantennero invariata la loro filosofia progettuale da vetture pensate anche per le competizioni, sebbene meno estreme rispetto alla Tipo 13. Sicuramente potevano essere considerate come delle possibili antesignane delle attuali granturismo compatte. in particolare, la Tipo 23, essendo la più lunga delle due, dava modo di essere carrozzata con carrozzerie più spaziose, anche a quattro posti.

### Evoluzione e carriera commerciale
Sul piano motoristico, l'evoluzione dei due modelli ricalcò gli step evolutivi occorsi alla Tipo 13, primo fra tutti il leggero aumento di cilindrata, passata nel 1914 da 1327 a 1368 cm3, con la potenza massima che passò da 15 a 18 CV. Con l'arrivo della prima guerra mondiale la produzione subì un drastico ridimensionamento. Al termine del conflitto, i modelli Tipo 15 e Tipo 17 vennero definitivamente cancellati dal listino Bugatti, lasciando così campo libero alla Tipo 22 e alla Tipo 23, che tornarono ad essere prodotte, inizialmente con meccanica e motori ripresi dalla produzione pre-bellica. Fu solo nel 1921 che il motore subì le sue evoluzioni più consistenti, arrivando ad una cilindrata di 1453 cm3, ma soprattutto adottando la nuovissima testata a quattro valvole per cilindro che proprio in quell'anno avrebbe portato alla vittoria la Tipo 13 sul circuito di Montichiari (BS), anche se in questa gare il motore venne portato a 1496 cm3 di cilindrata. Il nuovo motore delle Tipo 22 e 23 raggiungeva una potenza massima ben più alta che in precedenza, ben 30 CV, un risultato assai notevole, se si pensa che la maggior parte delle coeve vetture di pari cilindrata stavano intorno ai 20 CV.
Non finì qui: nel 1923 le Tipo 22 e 23 ricevettero finalmente il motore della Tipo 13 vittoriosa a Brescia, ossia l'unità da 1496 cm3 e da 35 CV circa di potenza massima. E finalmente, anche questi due modelli poterono fregiarsi della denominazione Brescia, una furba trovata di marketing che riuscì a entusiasmare i potenziali clienti, tanto da spingere lo stesso Bugatti a rimandare l'ultimazione del progetto relativo ai motori ad 8 cilindri, che comunque avrebbero debuttato di lì a poco. Anche le Tipo 22 e 23 vennero impiegate in alcune gare: il suo piccolo ma potente propulsore, riuscì in tale contesto a raggiungere i 50 CV di potenza massima grazie ad efficaci elaborazioni.
La produzione della Tipo 22 e della Tipo 23 cessò nel 1926.

### Galleria di immagini
| Tipo 22 |
| Tipo 23 |